# 新英格兰翻译协会
新英格兰翻译协会是美国东部新英格兰地区的一个笔译和口译专业组织，截至2017年大约由200名专家成员组成。
任何一个从事翻译或教师的人都可以申请会员资格，但NETA没有代理会员资格：成员必须从自己的翻译、口译、编辑或教学工作中获得至少20%的相关个人收入。
新英格兰翻译协会(简称 NETA) 是一个独立的「非营利组织」，与「美国翻译协会」(简称 ATA) 无关联。